# Bruno Confortola
Bruno Confortola (Scopello, 1953 – Sondalo, 12 marzo 1991) è stato uno sciatore alpino italiano, vincitore della Coppa Europa nel 1976.

## Biografia
Figlio di Giuseppe, a sua volta sciatore alpino, e originario dell'Alpe di Mera, Confortola fu il primo sciatore italiano a vincere la medaglia d'oro alle Universiadi invernali, sulle nevi di Bormio in discesa libera e in combinata in occasione della VIII Universiade invernale di Livigno 1975; nella stagione 1975-1976 vinse la Coppa Europa generale e la classifica di slalom gigante. Fece parte della nazionale italiana negli anni 1970, all'epoca della Valanga azzurra, e gareggiò in Coppa del Mondo in tutte le specialità fino al 1983, senza ottenere piazzamenti di rilievo; non prese parte a rassegne olimpiche né ottenne piazzamenti ai Campionati mondiali.
Dopo il ritiro, nel 1985 fu stuntman nel film tv statunitense In corsa per l'oro, completò gli studi divenendo medico chirurgo e morì nel 1991 in fuoripista, travolto da una valanga.

## Palmarès

### Universiadi
- 4 medaglie:
  - 2 ori (discesa libera[2], combinata[senza fonte] a Livigno 1975)
  - 1 argento (slalom gigante[senza fonte] a Livigno 1975)
  - 1 bronzo (slalom speciale[senza fonte] a Livigno 1975)

### Coppa Europa
- Vincitore della Coppa Europa nel 1976[3]
- Vincitore della classifica di slalom gigante nel 1976[3]

### Campionati italiani
- 2 medaglie[7]:
  - 1 argento (combinata nel 1976)
  - 1 bronzo (combinata nel 1978)

## Riconoscimenti
Nel 2008 è stato intitolato a Bruno Confortola il palazzetto dello sport dell'Alpe di Mera.